# Азербайджанское имя
Азербайджанское имя сегодня состоит из трёх элементов — фамилии, имени и отчества. Возникновение, развитие и функционирование азербайджанского имени обусловлено
историей азербайджанского народа.
Основами азербайджанских фамилий служат в основном личные имена дедов современных азербайджанцев, впервые принявших фамилии. Встречаются однако и фамилии, основу которых составляют имена отцов, названия
сёл и городов, где родились впервые принявшие фамилии с такой основой люди, а также слова, обозначающие занятия дедов или отцов, впервые принявших фамилии.
Апеллятивы большого числа азербайджанских личных имён относятся к азербайджанскому языку и являются исконно азербайджанскими, так как возникли на материале азербайджанского языка. Но вместе с тем среди азербайджанцев встречаются имена, которые имеют апеллятивы в других языках. Главным образом это имена арабского и персидского происхождения. Отчества у азербайджанцев образуются при помощи сочетания имени отца в неопределенном родительном падеже с формами оглы (сын) и кызы (дочь).
В прошлом некоторые азербайджанские имена состояли также из лакабов (прозвищ) и тахаллусов (псевдонимов), которые затем подверглись изменениям, были вытеснены официальными антропонимическими категориями и стали постепенно исчезать. Также в прошлом в имени азербайджанцев встречались подписи, криптонимы, мансабы (титулы), куньи, насабы и нисбы.

## Отчество
Отчества у азербайджанцев выполняют функцию русских отчеств, таких как Иванович, Матвеевич, Евгеньевич и пр. Но, в отличие от русских отчеств, азербайджанские отчества образуются при помощи сочетания имени отца в неопределённом родительном падеже с формами оглы (азерб. oğlu [оглу]) и кызы (азерб. qızı [гызы]) слов огул (азерб. oğul — «сын») и кыз (азерб. qız — «дочь»).
Эти формы отчеств характеризуются наличием вариантов -у, -ы многовариантного аффикса принадлежности в третьем лице. При этом форма оглу получена в результате редукции гласного у второго слога двусложного слова огул. Например, имя Xəlil Murad oğlu будет означать Халил сын Мурада, а Nərgiz Murad qızı — Наргиз дочь Мурада.
В советские годы в азербайджанской антропонимической системе в появились также отчества, образуемые с помощью трехвариантного форманта -ович/-евич (для мужчин) и -овна/-евна (для женщин). Эти форманты присоединяются к имени отца по аналогии с основой фамилий — личных имён с формантом -ов/-ев. Например, Керим Аббас-Алиевич. Такие отчества не имеют широкого распространения и употребляются только в сочетании с личными именами.

## Фамилия
По мнению многих азербайджанских филологов, до XIX века фамилий, в современном понимании, в Азербайджане не существовало. Своеобразной заменой фамилии могло служить азербайджанское «отчество» (имя отца, к которому добавлялись слова -оглу или -заде у мужчин и -кызы у женщин).
В XIX веке, под влиянием европейской и российской культуры, азербайджанцы стали брать себе фамилии. Чаще всего это были представители высших классов и азербайджанская интеллигенция. Как правило фамилии образовывались от прибавления к имени отца или другого предка окончаний  -заде (Лутфизаде), -и (Гусейни), -оглу (Авезоглу), -лы или -ли (Мамедли), также очень популярны были русифицированные фамилии с окончаниями на -ов, -ова, -ев, -ева. Простые люди обычно имели основное имя и присоединявшееся к нему прозвище-различитель (Кечал Мамед «лысый Мамед»).
Массовое появление фамилий в азербайджанском обществе относится к XX веку, когда, после установления советской власти, они получили официальную форму. Большинство фамилий было образовано по прежней схеме - путём прибавления к имени отца или деда окончаний -ов или -ев.